# Panków
Panków (niem. Penkendorf) – wieś w Polsce położona w województwie dolnośląskim, w powiecie świdnickim, w gminie Świdnica.

## Podział administracyjny
W latach 1975–1998 miejscowość administracyjnie należała do województwa wałbrzyskiego.

## Historia
Pierwsza wzmianka o miejscowości znajduje się w łacińskim dokumencie z 1250 roku wydanym przez papieża Innocentego IV w Lyonie gdzie wieś zanotowana została w zlatynizowanej, obecnie używanej, polskiej formie „Panckov”.

## Zabytki
Do wojewódzkiego rejestru zabytków wpisany jest:
- zespół zamkowy - dworski:
  - ruina zamku - dworu obronnego, z XVI w., 1699 r.
  - park, z XIX w.